# Somnofilia

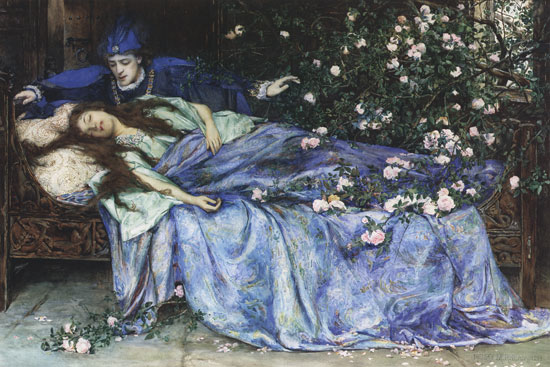
«La Bella Durmiente» por Henry Meynell Rheam (1899).

La somnofilia es un tipo de parafilia o fetiche en la cual la excitación sexual y/o el orgasmo son obtenidos al interactuar sexualmente con un individuo en estado de sueño.

## Etimología
La palabra somnofilia proviene de la raíz latina «somnus» que significa sueño, a su vez refiere al equivalente romano del dios griego del sueño Hipnos. El término «-filia» proviene del griego, φιλία que significa amor. El término hipnofilia es aplicable para referirse a la parafilia que involucra el sueño, pero el término también es aplicable al gusto por dormir.
La hipnofilia, en algunos casos, refiere únicamente a la persona que se masturba observando a una persona dormir, mientras que el término somnofilia es aplicable a aquella persona que acaricia o tiene prácticas sexuales y físicas con una persona en estado de sueño.
A esta parafilia se la llama también el Síndrome de la Bella Durmiente por su relación con el cuento de Charles Perrault que habla de una joven que sufre una maldición en la que cayó dormida por un siglo. Basándose en el argumento de esta historia en la que una bella joven cae dormida y es despertada por un príncipe que admira su belleza eterna, se relacionó el término somnofilia. El nombre vulgar del síndrome se debe a la atracción que sufre el príncipe por la joven dormida y su analogía con una persona que se excita sexualmente con una persona dormida.

## Práctica
La práctica sexual de esta parafilia consta de diferentes rangos que van desde la simple excitación sexual y la masturbación, hasta la práctica de relaciones sexuales con el individuo que se encuentra inconsciente por el sueño. La somnofilia es determinada como la excitación que se produce al ver a las personas dormir, resultando excitante el miedo de ser descubierto cuando la otra persona despierte. El somnófilo puede masturbarse viendo a la otra persona dormir o incluso llegar al coito con la persona dormida, pudiendo así atentar contra los derechos sexuales del individuo en estado de sueño y cometer abuso sexual.
En el estado de sueño del movimiento ocular rápido (REM), el cuerpo experimenta la tumescencia peneal nocturna y la erección del clítoris, desenvolviendo procesos sexuales que propiciarían la penetración. Durante la tumescencia nocturna del pene, la cual puede durar hasta 90 minutos en el lapso de sueño, se podría presentar la práctica de una felación o una masturbación mientras el individuo masculino sigue en estado de sueño.
Ciertamente es complicado llegar a la práctica del coito ya que el cuerpo tiene la necesidad constante de mantenerse alerta. El cuerpo detectaría la introducción del pene en el ano o en la vagina, ya que podría encontrarse contraída o sin lubricación. El movimiento y ruido podrían producir que el individuo despierte.

## Salud
Entre los síntomas más evidentes de la somnofilia se encuentra la atracción a las personas inconscientes por el sueño y recurrentes fantasías sexuales que involucran personas durmiendo. El tratamiento más habitual para la somnofilia es la psicoterapia, la hipnosis y terapias de comportamiento, las cuales son también utilizadas para tratar otras parafilias.
La somnofilia no debe ser confundida con otros padecimientos como la sexsomnia, comportamiento sexual que involucra que una persona dormida cometa actos sexuales con otra persona cuando ésta atraviesa por un estado de sonambulismo. La sexsomnia, al igual que la somnofilia, tiene implicaciones legales que la relacionan con abuso sexual.